# 不適切
| ウィキペディアには「不適切」という見出しの百科事典記事はありません（タイトルに「不適切」を含むページの一覧/「不適切」で始まるページの一覧）。 代わりにウィクショナリーのページ「不適切」が役に立つかもしれません。 |